# ジェームス・ハチソン・スターリング
ジェームス・ハチソン・スターリング（James Hutchison Stirling, 1820年1月22日 - 1909年3月19日）は、スコットランドの哲学者である。イギリスにおけるヘーゲル主義者（観念論）として知られ、イギリス哲学の伝統と言える経験論に対抗した。主著『ヘーゲルの秘密』はイギリスにおける観念論研究への道を大きく広げた。イギリス観念論を語る上で欠くことのできない人物である。
スターリングはグラスゴーで生まれ、医学と哲学をグラスゴー大学で学ぶ。その後哲学に専念することを決め、フランスとドイツに留学した。1888年から1890年ではギフォード講義で教鞭をとる。（タイトルは「哲学と神学」）エディンバラ大学より古典文学博士号を取得した。ベルリン哲学教会の外国人メンバーになる。カントからヘーゲルに至るドイツ観念論の哲学に業績が多く、ジョン・マクタガートやトーマス・ヒル・グリーンと並び、イギリスにおける観念論哲学の代表的な人物となった。

## 著作
- ヘーゲルの秘密（1865年）
- 哲学の歴史（アルベルト・シュベーグラーの著書の英訳、1874年）
- 法哲学の講義（1873年）
- 哲学と神学（1890年）　ギフォード講義の講義録
- カント（哲学）への教科書（1881年）
- 思考とは何か?（1890年）

など